# روزالیند نایت
روزالیند نایت (به انگلیسی: Rosalind Knight) (۳ دسامبر ۱۹۳۳–۱۹ دسامبر ۲۰۲۰) هنرپیشه اهل بریتانیا بود.
از فیلم‌ها یا برنامه‌های تلویزیونی که وی در آن نقش داشته‌است می‌توان به ریچارد سوم، تام جونز، درباره یک پسر، بده من بده من بده من و تاج اشاره کرد.